# Mylène de Zoete
Mylène de Zoete (Naaldwijk, 3 gennaio 1999) è una pistard e ciclista su strada olandese che corre per il Ceratizit-WNT Pro Cycling Team.

## Palmarès

### Pista
- 2016

Campionati olandesi, Inseguimento individuale Junior
- 2017

Sei giorni di Rotterdam, Juniores
- 2018

Campionati olandesi, Inseguimento a squadre (con Kirstie van Haaften, Amber van der Hulst e Bente van Teeseling)
- 2019

GP Poland, Scratch
Campionati olandesi, Inseguimento a squadre (con Kirstie van Haaften, Amber van der Hulst e Bente van Teeseling)
- 2021

GP Olomoucheho Kraje, Corsa a punti
Campionati olandesi, Omnium
- 2022

Campionati olandesi, Inseguimento a squadre (con Lorena Wiebes, Marit Raaijmakers, Nina Kessler e Babette van der Wolf)
- 2023

Six Day Weekend Berlin, Americana (con Marit Raaijmakers)

### Strada
- 2023 (CERATIZIT-WNT Pro Cycling, una vittoria)

1ª tappa Tour of Chongming Island (Chongming New City Park > Chongming New City Park)
- 2024 (CERATIZIT-WNT Pro Cycling, una vittoria)

1ª tappa Tour of Chongming Island (Chongming New City Park > Chongming New City Park)

## Piazzamenti

### Grandi Giri
- Giro d'Italia

2024: 99ª
- Tour de France

2024: 107ª

### Classiche monumento
- Parigi-Roubaix

2022: 75ª
2023: ritirata
- Parigi-Roubaix

2021: 54ª
2022: fuori tempo massimo
2023: non partita
2024: 86ª

### Competizioni mondiali
- Campionati del mondo su pista

Montichiari 2017 - Scratch Junior: 2ª
Montichiari 2017 - Omnium Junior: 3ª
Montichiari 2017 - Americana Junior: 4ª
Saint-Quentin-en-Yvelines 2022 - Inseguimento a squadre: 5ª
Saint-Quentin-en-Yvelines 2022 - Corsa a eliminazione: 5ª

### Competizioni europee
- Campionati europei su pista

Montichiari 2016 - Scratch Junior: 5ª
Anadia 2017 - Inseguimento a squadre Junior: 2ª
Anadia 2017 - Inseguimento individuale Junior: 3ª
Aigle 2018 - Corsa a eliminazione Under-23: 3ª
Aigle 2018 - Americana Under-23: 8ª
Gand 2019 - Corsa a eliminazione Under-23: 6ª
Gand 2019 - Inseguimento a squadre Under-23: 4ª
Gand 2019 - Americana Under-23: 7ª
Apeldoorn 2019 - Inseguimento a squadre: 7ª
Fiorenzuola d'Arda 2020 - Corsa a eliminazione Under-23: 3ª
Fiorenzuola d'Arda 2020 - Omnium Under-23: 6ª
Fiorenzuola d'Arda 2020 - Americana Under-23: 6ª
Apeldoorn 2021 - Inseguimento a squadre Under-23: 3ª
Grenchen 2021 - Inseguimento a squadre: 6ª
Grenchen 2021 - Corsa a eliminazione: 13ª
Monaco di Baviera 2022 - Inseguimento a squadre: 5ª
Monaco di Baviera 2022 - Corsa a eliminazione: 3ª